# Rizeiella anatolica
Rizeiella anatolica är en nattsländeart som beskrevs av Füsun Sipahiler 1986. Rizeiella anatolica ingår i släktet Rizeiella och familjen husmasknattsländor. Inga underarter finns listade i Catalogue of Life.